# Segunda Categoría de Cotopaxi 2017
El Campeonato Provincial de Segunda Categoría de Cotopaxi 2017 fue un torneo de fútbol en Ecuador en el cual compitieron equipos de la Provincia de Cotopaxi. El torneo fue organizado por Asociación de Fútbol No Amateur de Cotopaxi (AFNAC) y avalado por la Federación Ecuatoriana de Fútbol. El torneo empezó el 6 de mayo de 2017 y finalizó el 16 de julio de 2017. Participaron 8 clubes de fútbol y entregó 2 cupos al Zonal de Ascenso de la Segunda Categoría 2017 por el ascenso a la Serie B.

## Sistema de campeonato
El sistema determinado por la Asociación de Fútbol No Amateur de Cotopaxi fue el siguiente:
- Se jugó una etapa única con los 8 equipos establecidos, fue todos contra todos ida y vuelta (14 fechas), al final los equipos que terminaron en primer y segundo lugar clasificaron a los zonales  de Segunda Categoría 2017 como campeón y vicecampeón respectivamente.

## Equipos participantes
| Equipos participantes                          | Equipos participantes | Equipos participantes                              |
| ---------------------------------------------- | --------------------- | -------------------------------------------------- |
|                                                |                       |                                                    |
| Equipo                                         | Ciudad                | Estadio                                            |
| Club Deportivo Universidad Técnica de Cotopaxi | Latacunga             | Estadio La Cocha                                   |
| Club Deportivo Alianza Cotopaxi                | Latacunga             | Estadio La Cocha                                   |
| Estudiantes Fútbol Club                        | Latacunga             | Estadio La Cocha                                   |
| Club Atlético Saquisilí                        | Saquisilí             | Estadio de la Liga Deportiva Cantonal de Saquisilí |
| Club Atlético Ciudad de León                   | Latacunga             | Estadio La Cocha                                   |
| Club Deportivo Panamericana                    | Latacunga             | Estadio La Cocha                                   |
| Pichincha Fútbol Club                          | Latacunga             | Estadio La Cocha                                   |
| Club Deportivo La Unión                        | Pujilí                | Estadio Jaime Zumarraga                            |

## Equipos por Cantón
| Cantón    | N.º | Equipos                                                                                                   |
| --------- | --- | --- |
| Latacunga | 6   | - U.T. de Cotopaxi - Estudiantes F.C. - Ciudad de León - Panamericana - Alianza Cotopaxi - Pichincha F.C. |
| Saquisilí | 1   | - Atlético Saquisilí                                                                                      |
| Pujilí    | 1   | - La Unión                                                                                                |

## Clasificación
|  |    | Equipo             | PJ | PG | PE | PP | GF | GC | DG  | PTS |
|  | -- | ------------------ | -- | -- | -- | -- | -- | -- | --- | --- |
|  | 1. | La Unión           | 14 | 12 | 1  | 1  | 61 | 8  | +53 | 37  |
|  | 2. | Alianza Cotopaxi   | 13 | 10 | 2  | 1  | 67 | 7  | +60 | 32  |
|  | 3. | Atlético Saquisilí | 13 | 7  | 4  | 2  | 44 | 9  | +35 | 25  |
|  | 4. | U.T. de Cotopaxi   | 13 | 6  | 2  | 5  | 44 | 30 | +14 | 20  |
|  | 5. | Estudiantes F.C.   | 12 | 5  | 1  | 6  | 16 | 30 | -14 | 16  |
|  | 6. | Ciudad de León     | 13 | 2  | 1  | 10 | 12 | 38 | -26 | 7   |
|  | 7. | Pichincha F.C.     | 13 | 2  | 1  | 10 | 13 | 55 | -42 | 7   |
|  | 8. | Panamericana       | 13 | 2  | 0  | 11 | 11 | 91 | -80 | 6   |

|  | Campeón y clasificado a los zonales de Segunda Categoría 2017.     |
|  | Vicecampeón y clasificado a los zonales de Segunda Categoría 2017. |

## Evolución de la clasificación
| Equipo / Jornada   | 01 | 02 | 03 | 04 | 05 | 06 | 07 | 08 | 09 | 10 | 11 | 12 | 13 | 14 |
| ------------------ | -- | -- | -- | -- | -- | -- | -- | -- | -- | -- | -- | -- | -- | -- |
| La Unión           | 2  | 2  | 2  | 2  | 1  | 1  | 1  | 1  | 1  | 1  | 1  | 1  | 1  | 1  |
| Alianza Cotopaxi   | 1  | 3  | 1  | 1  | 2  | 2  | 2  | 2  | 2  | 2  | 2  | 2  | 2  | 2  |
| Atlético Saquisilí | 3  | 1  | 3  | 3  | 4  | 4  | 4  | 3  | 3  | 3  | 4  | 3  | 3  | 3  |
| U.T. de Cotopaxi   | 8  | 4  | 4  | 4  | 3  | 3  | 3  | 4  | 4  | 4  | 3  | 4  | 4  | 4  |
| Estudiantes F.C.   | 7  | 8  | 8  | 6  | 5  | 5  | 5  | 5  | 5  | 5  | 5  | 5  | 5  | 5  |
| Ciudad de León     | 6  | 6  | 6  | 7  | 8  | 8  | 7  | 8  | 7  | 7  | 7  | 6  | 6  | 6  |
| Pichincha F.C.     | 4  | 5  | 5  | 5  | 6  | 7  | 8  | 6  | 6  | 6  | 6  | 7  | 7  | 7  |
| Panamericana       | 5  | 7  | 7  | 8  | 7  | 6  | 6  | 7  | 8  | 8  | 8  | 8  | 8  | 8  |

## Resultados
| Alianza Cotopaxi   | 5 - 1 | Estudiantes FC | La Cocha         | 6 de mayo | 11:15 |
| Atlético Saquisilí | 4 - 1 | Ciudad de León | LDC de Saquisilí | 6 de mayo | 15:30 |
| UT de Cotopaxi     | 0 - 4 | La Unión       | La Cocha         | 6 de mayo | 16:00 |
| Pichincha FC       | 1 - 0 | Panamericana   | La Cocha         | 7 de mayo | 15:30 |

| Ciudad de León | 0 - 4 | Alianza Cotopaxi   | La Cocha        | 12 de mayo | 16:00 |
| Estudiantes FC | 0 - 5 | UT de Cotopaxi     | La Cocha        | 13 de mayo | 11:15 |
| La Unión       | 5 - 0 | Pichincha FC       | Jaime Zumárraga | 13 de mayo | 15:00 |
| Panamericana   | 0 - 6 | Atlético Saquisilí | La Cocha        | 13 de mayo | 16:00 |

| Alianza Cotopaxi   | 7 - 1 | Panamericana   | La Cocha         | 17 de mayo | 11:45 |
| UT de Cotopaxi     | 2 - 1 | Ciudad de León | La Cocha         | 17 de mayo | 14:00 |
| Atlético Saquisilí | 4 - 0 | Pichincha FC   | LDC de Saquisilí | 17 de mayo | 15:30 |
| Estudiantes FC     | 0 - 5 | La Unión       | La Cocha         | 17 de mayo | 16:00 |

| La Unión       | 2 - 1 | Atlético Saquisilí | Jaime Zumárraga | 20 de mayo | 15:00 |
| Panamericana   | 1 - 4 | UT de Cotopaxi     | La Cocha        | 20 de mayo | 16:00 |
| Pichincha FC   | 0 - 4 | Alianza Cotopaxi   | La Cocha        | 21 de mayo | 11:15 |
| Ciudad de León | 1 - 2 | Estudiantes FC     | La Cocha        | 21 de mayo | 16:00 |

| UT de Cotopaxi   | 5 - 3 | Pichincha FC       | La Cocha | 26 de mayo | 11:00 |
| Ciudad de León   | 0 - 6 | La Unión           | La Cocha | 26 de mayo | 16:00 |
| Alianza Cotopaxi | 0 - 0 | Atlético Saquisilí | La Cocha | 27 de mayo | 12:15 |
| Estudiantes FC   | 1 - 2 | Panamericana       | La Cocha | 28 de mayo | 16:00 |

| Alianza Cotopaxi   | 0 - 1 | La Unión       | La Cocha         | 31 de mayo | 11:45 |
| Pichincha FC       | 1 - 3 | Estudiantes FC | La Cocha         | 31 de mayo | 14:00 |
| Atlético Saquisilí | 0 - 0 | UT de Cotopaxi | LDC de Saquisilí | 31 de mayo | 15:30 |
| Panamericana       | 2 - 0 | Ciudad de León | La Cocha         | 31 de mayo | 16:00 |

| Estudiantes FC | 2 - 0 | Atlético Saquisilí | La Cocha        | 3 de junio | 11:15 |
| La Unión       | 4 - 0 | Panamericana       | Jaime Zumárraga | 3 de junio | 15:00 |
| UT de Cotopaxi | 1 - 3 | Alianza Cotopaxi   | La Cocha        | 3 de junio | 16:00 |
| Ciudad de León | 2 - 0 | Pichincha FC       | La Cocha        | 4 de junio | 12:15 |

| Alianza Cotopaxi   | 3 - 1 | UT de Cotopaxi | La Cocha         | 10 de junio | 11:15 |
| Atlético Saquisilí | 1 - 0 | Estudiantes FC | LDC de Saquisilí | 10 de junio | 15:30 |
| Panamericana       | 2 - 7 | La Unión       | La Cocha         | 10 de junio | 16:00 |
| Pichincha FC       | 2 - 1 | Ciudad de León | La Cocha         | 11 de junio | 15:30 |

| La Unión       | 0 - 3 | Alianza Cotopaxi   | La Cocha | 16 de junio | 10:00 |
| UT de Cotopaxi | 1 - 3 | Atlético Saquisilí | La Cocha | 16 de junio | 12:00 |
| Estudiantes FC | 2 - 2 | Pichincha FC       | La Cocha | 16 de junio | 14:00 |
| Ciudad de León | 3 - 1 | Panamericana       | La Cocha | 16 de junio | 16:00 |

| La Unión           | 4 - 0 | Ciudad de León   | Jaime Zumárraga  | 23 de junio | 12:00 |
| Atlético Saquisilí | 1 - 1 | Alianza Cotopaxi | LDC de Saquisilí | 24 de junio | 15:30 |
| Pichincha FC       | 3 - 7 | UT de Cotopaxi   | La Cocha         | 25 de junio | 14:00 |
| Panamericana       | 0 - 2 | Estudiantes FC   | La Cocha         | 25 de junio | 16:00 |

| Alianza Cotopaxi   | 6 - 1  | Pichincha FC   | La Cocha         | 28 de junio | 11:15 |
| UT de Cotopaxi     | 16 - 1 | Panamericana   | La Cocha         | 28 de junio | 14:00 |
| Atlético Saquisilí | 1 - 1  | La Unión       | LDC de Saquisilí | 28 de junio | 15:30 |
| Estudiantes FC     | 2 - 1  | Ciudad de León | La Cocha         | 28 de junio | 16:00 |

| La Unión       | 7 - 1  | Estudiantes FC     | Jaime Zumárraga | 1 de julio | 12:00 |
| Panamericana   | 0 - 24 | Alianza Cotopaxi   | La Cocha        | 2 de julio | 11:00 |
| Ciudad de León | 2 - 2  | UT de Cotopaxi     | La Cocha        | 2 de julio | 14:00 |
| Pichincha FC   | 0 - 7  | Atlético Saquisilí | La Cocha        | 2 de julio | 16:00 |

| Alianza Cotopaxi   | 7 - 0  | Ciudad de León | La Cocha         | 7 de julio     | 12:15          |
| Pichincha FC       | 0 - 9  | La Unión       | La Cocha         | 7 de julio     | 15:00          |
| Atlético Saquisilí | 16 - 1 | Panamericana   | LDC de Saquisilí | 8 de julio     | 15:30          |
| UT de Cotopaxi     | -      | Estudiantes FC | No se programó   | No se programó | No se programó |

| La Unión       | 6 - 0 | UT de Cotopaxi     | Jaime Zumárraga | 16 de julio    | 12:00          |
| Panamericana   | -     | Pichincha FC       | No se programó  | No se programó | No se programó |
| Estudiantes FC | -     | Alianza Cotopaxi   | No se programó  | No se programó | No se programó |
| Ciudad de León | -     | Atlético Saquisilí | No se programó  | No se programó | No se programó |

## Campeón
| |
| Club Deportivo La Unión 1.er Título Clasifica a los zonales de la Segunda Categoría 2017 - También clasifica Club Deportivo Alianza Cotopaxi como Vicecampeón. |

## Goleadores
- Actualizado el 29 de julio de 2017

| Jugador             | Equipo           | Goles |
| ------------------- | ---------------- | ----- |
| 1. José Luis Rivera | La Unión         | 13    |
| 2. Esteban Solís    | Alianza Cotopaxi | 12    |
| 3. David Mathieu    | La Unión         | 11    |
| 4. Winston Palma    | Alianza Cotopaxi | 11    |